# Pro Evolution Soccer 5
Pro Evolution Soccer 5 (также известен в Азии как Winning Eleven 9) — футбольный симулятор производимый компанией Konami, часть серии Pro Evolution Soccer. На PlayStation 2 и Xbox игра выпущена 21 октября 2005 года, а компьютерная версия спустя неделю — 28 октября. На обложке лицом друг к другу изображены Джон Терри и Тьерри Анри. Улучшения заключались в небольших исправлениях багов предыдущей игры серии, онлайн-режим появился и в PlayStation 2 версии. Были лицензированы новые клубы, в том числе Арсенал, Челси, Селтик и Рейнджерс, голландская, испанская и итальянская лиги.
Pro Evolution Soccer 5 был выпущен на Xbox, Windows и PS2, везде был доступен онлайн-режим. PSP-версия была выпущена, но
без Мастер-Лиги, без комментариев, только с одним стадионом и ограниченным редактором ввиду малого размера UMD -диска. PSP поддерживает игру по Wi-fi, геймплей стал быстрее, чем у прежних версий, но в прессе игра не удостоилась высоких оценок.

## Особенности
В игре доступны следующие режимы:
- Матч — этот режим позволяет сыграть один матч против компьютера или человека.
- Мастер-лига — режим, в котором игрок может управлять клубом в течение сезона, доступны трансферы и развитие игрока.
- Лига — тоже, что и Мастер-лига, но можно играть несколько сезонов и доступно меньше настроек.
- Кубок — игрок может выбрать параметры турнира: количество участвующих команд и правила дополнительного времени.
- Сеть — позволяет играть против других игроках с помощью интернета.

В целом, визуально игра стала ещё более аккуратной: мяч стал более аккуратным, улучшено освещение. Как и в предыдущих версиях, игра в режиме редактирования позволяет пользователю изменить имена игроков, их навыки и названия команд.

## Команды в игре

### Лицензированные лиги
- Впервые появились лицензированные команды «Арсенал (Лондон)» и «Челси», а также Рейнджерс.
- Полностью лицензированы лига Испании, чемпионат Нидерландов, и Серия А Италии.
- Serie A с составами команд Serie A 2005-06
- Eredivisie с составами команд Eredivisie 2005-06
- BBVA Liga с составами команд BBVA Liga 2005-06

| - Internazionale - Roma - Milan - Chievo - Palermo - Livorno - Parma - Empoli - Fiorentina - Ascoli - Udinese - Sampdoria - Reggina - Cagliari Calcio - Siena - Lazio - Messina - Lecce - Treviso - Juventus | - PSV - AZ - Feyenoord - Ajax - Groningen - Utrecht - Heerenveen - Roda JC - Twente - NEC Nijmegen - Vitesse Arnhem - Waalwijk - Heracles Almelo - Sparta Rotterdam - ADO Den Haag - NAC Breda - Willem II - Roosendaal | - FC Barcelona - Real Madrid - Valencia - Osasuna - Sevilla - Celta Vigo - Villarreal - Real Club Deportivo de La Coruña - Getafe - Atlético Madrid - Real Zaragoza - Mallorca - Athletic Bilbao - Real Betis - Espanyol - Real Sociedad - Real Racing Club de Santander - Deportivo Alavés - Cádiz CF - Málaga |

### Лицензированные клубы
- Arsenal
- Chelsea
- Celtic
- Rangers
- Porto
- FC Kobenhavn
- Rosenborg B.K.
- Djurgårdens IF Fotboll
- Galatasaray
- Dynamo Kyiv

### Сборные
- Япония
- Южная Корея

## Отзывы
| Сводный рейтинг    | Сводный рейтинг         | Сводный рейтинг         | Сводный рейтинг         | Сводный рейтинг         |
| Издание            | Оценка                  | Оценка                  | Оценка                  | Оценка                  |
| Издание            | PC                      | PS2                     | PSP                     | Xbox                    |
| ------------------ | ----------------------- | ----------------------- | ----------------------- | ----------------------- |
| GameRankings       | N/A                     | 88,25 %                 | 77,77 %                 | 88,25 %                 |
| Metacritic         | (US) 90/100 (EU) 89/100 | (EU) 92/100 (US) 89/100 | (EU) 79/100 (US) 78/100 | (US) 89/100 (EU) 87/100 |
| Иноязычные издания |                         |                         |                         |                         |
| Издание            | Оценка                  | Оценка                  | Оценка                  | Оценка                  |
| Издание            | PC                      | PS2                     | PSP                     | Xbox                    |
| EGM                | N/A                     | 8/10                    | 6,5/10                  | 8/10                    |
| Eurogamer          | N/A                     | 9/10                    | 8/10                    | N/A                     |
| Game Informer      | N/A                     | 8,5/10                  | 7,5/10                  | 8,5/10                  |
| GamePro            | N/A                     | [ 18 ]                  | N/A                     | N/A                     |
| GameRevolution     | N/A                     | A−                      | N/A                     | A−                      |
| GameSpot           | 9,1/10                  | 9,1/10                  | 8,8/10                  | 9,1/10                  |
| GameSpy            | N/A                     | [ 23 ]                  | [ 24 ]                  | [ 25 ]                  |
| GameZone           | N/A                     | 9/10                    | N/A                     | 9,3/10                  |
| IGN                | N/A                     | 8,8/10                  | 7,8/10                  | 8,8/10                  |
| OPM                | N/A                     | [ 30 ]                  | [ 31 ]                  | N/A                     |
| OXM                | N/A                     | N/A                     | N/A                     | 8,5/10                  |
| Detroit Free Press | N/A                     | N/A                     | [ 33 ]                  | N/A                     |
| USA Today          | 9,5/10                  | 9,5/10                  | 8,5/10                  | 9,5/10                  |

Версии для всех платформ, кроме PSP, получили восторженные отзывы.